# Луизианский филармонический оркестр
Луизианский филармонический оркестр (англ. Louisiana Philharmonic Orchestra) — американский симфонический оркестр, базирующийся в Новом Орлеане.
Коллектив был основан в 1991 году музыкантами обанкротившегося и распавшегося Новоорлеанского симфонического оркестра. Он является старейшим в США профессиональным оркестром, который управляется самими оркестрантами. На протяжении многих лет коллектив выплачивал долги своего предшественника, но к 2005 году подошёл коммерчески успешным предприятием с годовым бюджетом 4 миллиона долларов США и ежегодным графиком из 75 концертов.
Ураган «Катрина» в августе 2005 года вынудил музыкантов эвакуироваться из Нового Орлеана. Их основная площадка, театр «Орфей», был затоплен. Выступления оркестра возобновились в 2006 году в разных местах — в частности, в городском Палмер-парке и в Театре Махалии Джексон.
Театр «Орфей» вновь открылся 17 сентября 2015 года концертом оркестра, предполагавшего перенести в реставрированное помещение свою основную концертную деятельность.
27 февраля 2018 года оркестр дебютировал в нью-йоркском Карнеги-холле с необычной программой из произведений Сильвестре Ревуэльтаса и Филиппа Гласса.

## Музыкальные руководители
- Клауспетер Зайбель (1995—2005)
- Карлос Мигель Прието (с 2005 г.)